# Saint-Pryvé-Saint-Mesmin
Saint-Pryvé-Saint-Mesmin – miejscowość i gmina we Francji, w Regionie Centralnym, w departamencie Loiret.
Według danych na rok 1990 gminę zamieszkiwały 5463 osoby, a gęstość zaludnienia wynosiła 616 osób/km² (wśród 1842 gmin Regionu Centralnego Saint-Pryvé-Saint-Mesmin plasuje się na 64. miejscu pod względem liczby ludności, natomiast pod względem powierzchni na miejscu 1211.).

## Saint-Pryvé Saint-Hilaire FC
W 2000 w mieście został założony klub piłkarski Saint-Pryvé Saint-Hilaire FC. W 2010 po raz pierwszy w swojej historii awansował do czwartej ligi. W latach 2011–2017 występował w piątej lidze, a następnie ponownie awansował do czwartej.
| Reprezentanci kraju grający w klubie | Reprezentanci kraju grający w klubie |
| Imię i nazwisko                      | Reprezentacja                        |
| ------------------------------------ | ------------------------------------ |
| Kabirou Moussoro                     | Benin                                |
| Aboubacar Ouattara                   | Burkina Faso                         |
| Florent Rouamba                      | Burkina Faso                         |
| Yoann Wachter                        | Gabon                                |
| Arnold Abelinti                      | Gujana Francuska                     |
| Grégory Lescot                       | Gujana Francuska                     |
| Anthony Baron                        | Gwadelupa                            |
| Jethro Marchaux                      | Gwadelupa                            |
| Djibril Tamsir Paye                  | Gwinea                               |
| Carnejy Antoine                      | Haiti                                |
| Hugo Konongo                         | Kongo                                |
| Alexandre Obambot                    | Kongo                                |
| Georges Gope-Fenepej                 | Nowa Kaledonia                       |
| Chris N’Goyos                        | Republika Środkowoafrykańska         |
| Yannick Chevalier                    | Saint-Martin                         |
| Adrien Ribac                         | Saint-Martin                         |
| Mohamed Larbi                        | Tunezja                              |

1. ↑  Stan na grudzień 2023